# Třída Casablanca
Třída Casablanca byla třída eskortních letadlových lodí amerického námořnictva z období druhé světové války. Postaveno jich bylo celkem 50 jednotek, což z nich činí historicky vůbec nejpočetnější třídu letadlových lodí. Pět lodí bylo potopeno za druhé světové války, z toho tři útoky kamikaze. Zbylé byly vyřazeny.

## Pozadí vzniku

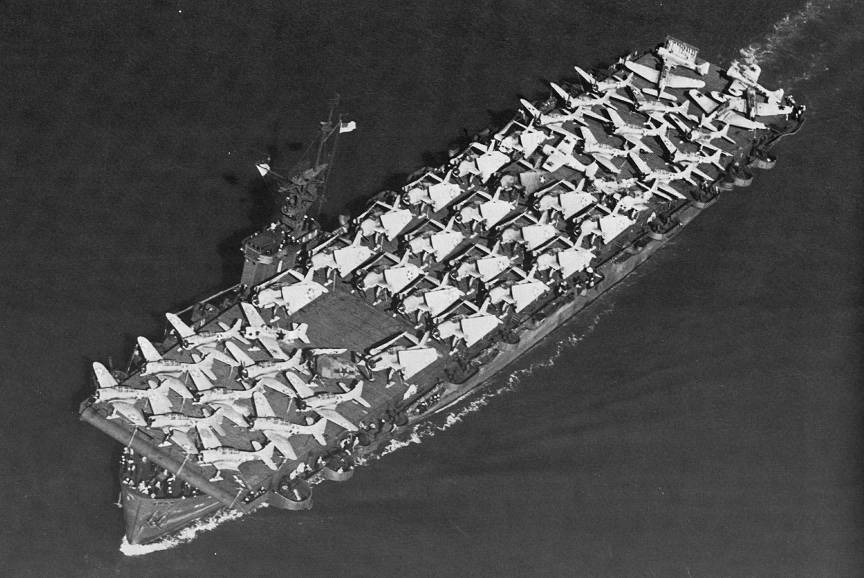
Paluba USS Liscome Bay při přepravě letadel

Zakázku na stavbu 50 eskortních letadlových lodí získala loděnice Kaiser v roce 1942 a ještě v témž roce byl založen kýl prvního plavidla. Stavba probíhala velkým tempem, jedna loď byla hotova za pouhé tři až devět měsíců. Všech padesát jednotek vstoupilo do služby v letech 1943–1944.

## Konstrukce

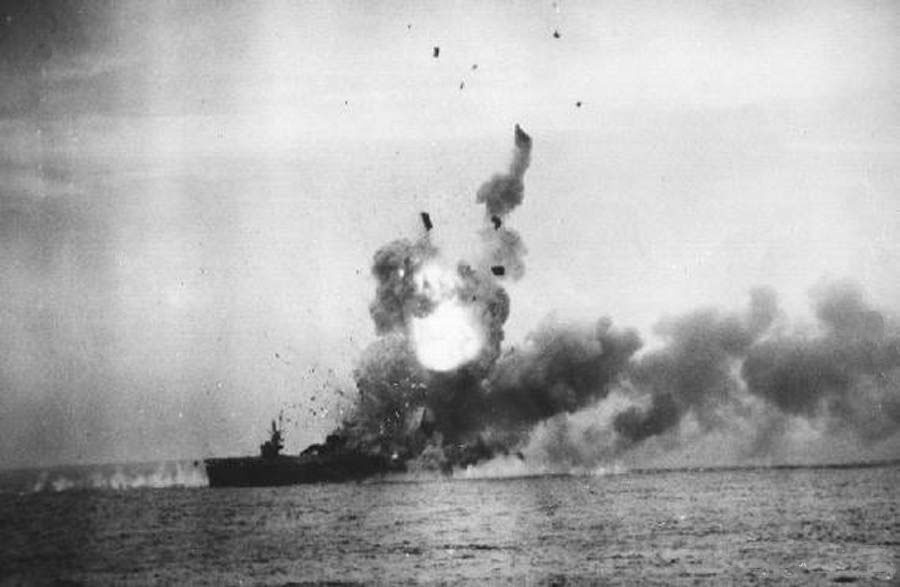
USS St Lo po zásahu kamikaze

Jedna loď mohla nést až 27 letadel, obvykle po devíti stíhacích, střemhlavých bombardérech a torpédových bombardérech. Obrannou výzbroj tvořil jeden 127mm kanón, osm 40mm protiletadlových kanónů a dvanáct 20mm kanónů. Během války přitom byla protiletadlová výzbroj zesilována. Pohonný systém tvořily dvě parní turbíny a čtyři kotle. Nejvyšší rychlost dosahovala 19 uzlů.

## Operační služba
Všechna plavidla byla nasazena v druhé světové válce. V bojích bylo ztraceno pět jednotek. USS Liscome Bay 24. listopadu 1943 japonskou ponorkou I-175. USS Gambier Bay a USS St. Lo byly potopeny 25. října 1944 v bitvě u ostrova Samar. První potopily kanóny japonských válečných lodí, druhou kamikaze. Útokům kamizaze přitom podlehly i zbylé dvě ztracené lodě třídy Casablanca – USS Ommaney Bay byla potopena 4. ledna 1945 a USS Bismarck Sea byla potopena 24. února 1945.